# Protestas en Tailandia de 2013-2014
Las protestas contra el gobierno han estado en curso en Tailandia desde comienzos de noviembre de 2013. Después de tres años relativa estabilidad, la primera ministra Yingluck Shinawatra propuso una ley de amnistía para facilitar el regreso del auto-exiliado ex primer ministro Thaksin Shinawatra, hermano de Yingluck. Esto suscitó la oposición tanto del Partido Demócrata y el oficialista movimiento Camisa Roja, y se levantaron manifestaciones populares de protesta en Bangkok.
El proyecto de ley fue aprobado por la Cámara de Representantes dominada por el Partido tailandés Pheu el 1 de noviembre, pero fue rechazado por el Senado el 11 de noviembre. Sin embargo las protestas continuaron, lideradas principalmente por el exparlamentario demócrata Suthep Thaugsuban, y se volvió gradualmente hacia una agenda antigubernamental.

## Antecedentes inmediatos
El 20 de noviembre, el Tribunal Constitucional dictaminó que una propuesta de enmienda a la Constitución no era válida, pero el Partido tailandés Pheu rechazó el fallo, alegando que el tribunal no tenía jurisdicción sobre el caso. Varios números de protesta contra el gobierno se hincharon durante el fin de semana siguiente, mientras que los Camisas Rojas también protagonizaron contra-protestas, pero en apoyo al gobierno. El 25 de noviembre los manifestantes comenzaron a circundar y abrirse paso a varias oficinas del gobierno, lo que obligó a su cierre. Las protestas han sido en gran medida no violentas, hasta los enfrentamientos entre y en contra de grupos progubernamentales el 30 de noviembre y principios del 1 de diciembre como resultado 4 muertos y 57 heridos. La escalada de protestas del 1 de diciembre se produjo con dos días de enfrentamientos entre manifestantes y policías, que utilizaron cañones de agua y gas lacrimógeno para detener a los manifestantes que trataban de forzar su entrada a la Casa de Gobierno, con 119 personas que resultaron heridas. El 3 de diciembre la policía quitó las barricadas y permitieron a los manifestantes entrar al sitio, lo que redujo considerablemente las tensiones, como parte de una tregua temporal, con el fin de permitir a ambas partes celebrar el cumpleaños del rey, aunque los líderes de la protesta dijeron que siguieran insistiendo hasta que se satisfagan sus demandas para eliminar "la influencia de Thaksin" en la política tailandesa.

## Antecedentes
El gobierno de Yingluck Shinawatra llegó al poder en las elecciones de 2011, en la que su partido tailandés Pheu ganó la mayoría de escaños. Yingluck es una hermana del ex primer ministro Thaksin Shinawatra, y el Partido tailandés Pheu está estrechamente alineado con él. Thaksin, quien fue derrocado en un golpe de Estado en 2006 y vive en un exilio autoimpuesto para evitar una condena por corrupción de 2008, sigue contando con el apoyo popular entre los tailandeses más rurales y los pobres urbanos. Sin embargo, sigue siendo una figura profundamente divisiva y de resentimiento por muchos entre la élite urbana y de clase media. Las protestas de sus opositores, el "Camiseta-Amarilla" Alianza del Pueblo para la Democracia, y sus seguidores, los "Camisas Rojas", dirigido por el Frente Unido por la Democracia contra la Dictadura (UDD), a menudo se han vuelto violentos, especialmente en mayo de 2010, cuando más de noventa personas murieron durante una ofensiva militar contra los manifestantes Camisas Rojas que protestaban contra el gobierno de Abhisit Vejjajiva.
Varias propuestas de amnistía y las enmiendas a la Constitución habían sido muy debatidas por la Cámara de Representantes durante el cargo de primer ministro de Yingluck. La mayor parte de éstos fueron popularmente percibido como beneficio para Thaksin, y se opusieron por el Partido Demócrata. En agosto de 2013, la mayoría del Pheu Thai de la Casa de Gobierno aprobó después de la primera lectura de un proyecto de ley propuesto por el diputado del Pheu y líder del UDD Worachai Hema. Las protestas callejeras que condujeron a la sesión parlamentaria se llevaron a cabo por un grupo anti-Thaksin autodenominado "Fuerza Democrática Popular para derrocar a Thaksinism" (Pefot), así como por el Partido Demócrata, pero éstos no pudieron ganar impulso. El proyecto de ley de amnistía fue entregado a un comité de escrutinio de 35 miembros, después de lo cual se devolvió a la Casa para una segunda y tercera lectura.
El comité aprobó una versión revisada del proyecto de ley el 18 de octubre. El proyecto de ley, que en su forma original fue dirigido para absolver los manifestantes civiles, pero excluyen la protesta y los líderes del gobierno y de los militares, fue drásticamente expandida a una "amnistía general" que cubre el período de 2004 a 2013. Esto habría incluido los cargos de corrupción contra Thaksin, así como los cargos de asesinato en contra suya y de dirigentes del Partido Demócrata, como Abhisit Vejjajiva y Suthep Thaugsuban por su papel en la represión de 2010.

## Las protestas contra el proyecto de ley de amnistía
El proyecto de ley de amnistía revisada provocó indignación popular, sobre todo después de pasar a la votación por la Cámara de Representantes en una inusual sesión previa al amanecer el 1 de noviembre. Ambos anti- y pro-gubernamentales grupos se opusieron al proyecto de ley. Opositores de Thaksin protestaron contra la limpieza de Thaksin de sus convicciones, mientras que los líderes del UDD criticaron duramente el proyecto de ley para absolver a los responsables de la represión. El 4 de noviembre, múltiples protestas tuvieron lugar a lo largo de Bangkok, así como en varias ciudades de provincia. Varias universidades y organizaciones emitieron declaraciones condenando el proyecto de ley.
Frente a la fuerte oposición, la primera ministra Yingluck emitió un comunicado instando al Senado a considerar el proyecto de ley con los intereses de la gente en mente. (Procedimiento, la Cámara no podía recordar el proyecto de ley después de la votación;. La decisión recae en el Senado) Los líderes del partido tailandés Pheu también prometieron no revivir el proyecto de ley, o cualquier otra cuenta de amnistía, si fue rechazada por el Senado. Posteriormente, el Senado votó sobre el proyecto de ley el 11 de noviembre, por unanimidad rechazada. Los analistas también temían que las tensiones políticas podrían aumentar después de un fallo de la Corte Internacional de Justicia confirmó la soberanía de Camboya sobre parte del territorio en disputa cerca del templo de Preah Vihear, pero en el tema de la frontera se mantuvo la calma.

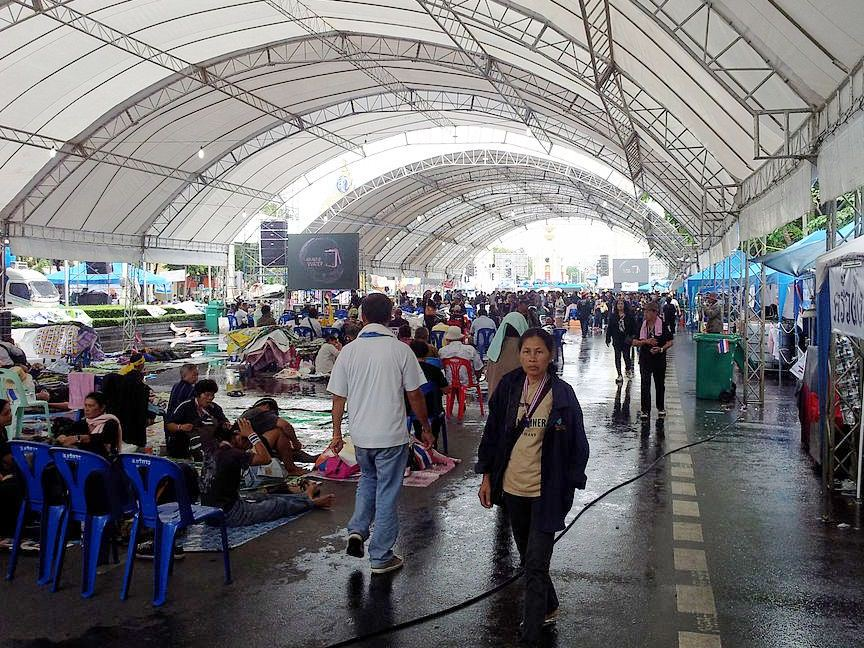
La instalación de los manifestantes cerca del Monumento a la Democracia en Bangkok, noviembre de 2013.

A pesar de que la ley de amnistía se ha caído, las protestas en Bangkok continuaron. Suthep y otros ocho miembros demócratas parlamentarios renunciaron a sus cargos para liderar las protestas, pidiendo a la población en general a la huelga y llevar a cabo la desobediencia civil. Las protestas se desplazaron gradualmente hacia un enfoque antigobierno en general, criticando a Yingluck y su gobierno por ser sustitutos de Thaksin y ser una dictadura electiva. Las protestas consistieron en varios grupos, entre ellos el Movimiento Civil de Suthep para la Democracia, el grupo Verde Política, la Red de Estudiantes y gente para la reforma de Tailandia (NSPRT), PEFOT, el Ejército Dhamma, y la Confederación de Relaciones de los Trabajadores de las Empresas del Estado. Los manifestantes hicieron estallar silbidos como un símbolo de su protesta.
El 20 de noviembre, el Tribunal Constitucional dictaminó que una propuesta de enmienda a la Constitución no era válida, pero el Partido tailandés Pheu rechazó el fallo, alegando que el tribunal no tenía jurisdicción sobre el caso. Varios números de protesta contra el gobierno se hincharon durante el siguiente fin de semana del 23 al 24 de noviembre, con al menos 100.000 manifestantes reuniéndose en el Monumento a la Democracia en Ratchadamnoen Avenue. (Líderes de la protesta dijeron que hasta un millón de personas se unieron a la manifestación.) Los Camisas Rojas lideradas por UDD, que se habían reconciliado con el gobierno después de que se cayó el proyecto de ley y que había estado subiendo en su apoyo al Estadio Rajamangala con anterioridad a la decisión de la Corte Constitucional, también reanudaron su contra-protesta, con cerca de 40.000 aficionados que lleguaron el 24 de noviembre.

## Elecciones y protestas en 2014
El 2 de febrero de 2014 se celebraron elecciones, pero dos días después el opositor Partido Democrático presentó un recurso ante los tribunales para que anularan los comicios por «violar la Constitución» y para que disolvieran el partido gobernante, Pheu Thai. Si la iniciativa judicial prosperara se produciría lo que los tailandeses denominan un «golpe legal» contra los seguidores del antiguo primer ministro exiliado Taksin, cuya hermana es la primera ministra del país.

## Golpe de Estado
El 21 de mayo de 2014, las Reales Fuerzas Armadas de Tailandia, encabezadas por el general Prayuth Chan-ocha, dieron un golpe de Estado al gobierno interino de Niwatthamrong Boonsongpaisan, por la crisis de corrupción y ley de amnistía de la primera ministra Yingluck Shinawatra.